# Supercupa Moldovei 2007
La Supercupa Moldovei 2007 è stata la 4ª edizione della Supercoppa moldava.
La partita si è disputata a Tiraspol allo stadio Sheriff Stadium tra il Zimbru Chișinău, vincitore della coppa e lo Sheriff Tiraspol, vincitore del campionato.
A conquistare il trofeo è stato lo Sheriff Tiraspol per 1-0. Per la squadra di Tiraspol è il quarto titolo.

## Tabellino
| Arbitro: | Veaceslav Banari |

|            |           |  |
| Thiago 84’ | Marcatori |  |

| Sheriff Tiraspol | Zimbru Chișinău |

### Formazioni
|                 |    |                         |  |       |
|                 |    |                         |  |       |
| POR             | 12 | Aleksandar Melenchuk    |  |       |
| DIF             | 24 | Ibrahim Gnanou          |  |       |
| DIF             | 13 | Ben Idrissa Derme       |  |       |
| DIF             | 4  | Wallace                 |  | 90’   |
| DIF             | 5  | Vazha Tarkhnishvili (C) |  |       |
| DIF             | 28 | Nadson                  |  | 74’   |
| CEN             | 18 | Constantine Abrenash    |  | 90+2’ |
| CEN             | 7  | Andrey Korneenkov       |  |       |
| CEN             | 14 | Wilfried Balima         |  | 84’   |
| ATT             | 9  | Aljaksej Kučuk          |  | 71’   |
| ATT             | 27 | Thiago                  |  | 59’   |
| A disposizione: |    |                         |  |       |
| DIF             | 3  | Nicolas Demalde         |  | 90+2’ |
| CEN             | 11 | Alexandru Suvorov       |  | 84’   |
| CEN             | 6  | Florent Rouamba         |  | 74’   |
| ATT             | 10 | Serghei Alexeev         |  | 71’   |
| Allenatore:     |    |                         |  |       |
| Leanid Kučuk    |    |                         |  |       |

|                   |    |                     |       |       |
|                   |    |                     |       |       |
| POR               | 1  | Nicolae Calancea    | 53’   | 90+4’ |
| DIF               | 3  | Mamuka Lomidze      |       |       |
| DIF               | 18 | Daniel Belasha      | 45+1’ | 78’   |
| DIF               | 2  | Lucian Dobre        |       |       |
| CEN               | 19 | Artem Karp          |       | 55’   |
| CEN               | 5  | Mircea Stan         |       |       |
| CEN               | 17 | Andrei Cojocari (C) |       |       |
| CEN               | 33 | Artur Ioniță        |       | 73’   |
| CEN               | 27 | Kyrylo Koval'čuk    |       | 46’   |
| ATT               | 28 | Alexei Savinov      |       |       |
| ATT               | 25 | Yuri Livandowski    |       | 85’   |
| A disposizione:   |    |                     |       |       |
| CEN               | 20 | Philip Popescu      | 82’   | 55’   |
| CEN               | 24 | Ion Demetri         |       | 73’   |
| ATT               | 15 | Oleksandr Nikulin   |       | 85’   |
| Allenatore:       |    |                     |       |       |
| Oleksandr Sevidov |    |                     |       |       |